# Kênh Chắc Băng
Kênh Chắc Băng (tên khác: Kênh Xáng Vĩnh Thuận) là một con sông đổ ra Sông Ông Đốc. Sông có chiều dài 33 km. Kênh Chắc Băng chảy qua các tỉnh Cà Mau, Kiên Giang.
Kênh xáng Chắc Băng nối ngã ba sông Trẹm tại thị trấn Thới Bình, huyện Thới Bình, tỉnh Cà Mau đến ngã ba sông Cái Lớn tại huyện Vĩnh Thuận, tỉnh Kiên Giang, dài hơn 40 cây số. Ngược dòng lịch sử tìm hiểu về cái tên Chắc Bằng càng cho ta thấy sự thú vị của con kênh này. Trong cuốn “Bạc Liêu xưa” ghi nhận rằng, cái tên Chắc Băng có từ câu trăn trối của vua Nguyễn Ánh lúc lâm bệnh trong thời gian chạy trốn nghĩa quân Tây Sơn về đây ("chắc trẫm băng hà..."). Còn theo Nhà văn Sơn Nam lý giải, địa danh Chắc Băng là do đọc trại từ tiếng Cao Miên “Chap tung”, nghĩa là chim chằng bè, loại chim có nhiều ở vùng đất này.